# 經濟殺手的告白
《經濟殺手的告白》（英語：Confessions of an Economic Hit Man）為美國作家約翰·柏金斯所著的半自傳作品，出版於2004年。
本書回憶柏金斯在總部位於波士頓的工程諮詢公司查斯·T·美因工作的經歷。根據作者的說法，自己當時的工作是說服發展中國家接受外國的金援貸款用於投資大型營造和工程項目，並確保合同落入美國的承包商手中。美方提供這些貸款的目的在於方便美國對這些國家發揮政治影響力，並確保美國的公司能控制當地的天然資源。因此，這種安排僅對當地少數的富人家族和菁英有利，對當地的窮人則不利。:15, 239
作者指出這套機制由「公司王國」和貪婪維繫，並否認單一陰謀的存在。他稱美國國家安全局在其中也扮演著角色，自己則在加入查斯·T·美因公司前，曾接受國安局面試。該次面試為背景調查的一部分，成功幫助他進入查斯·T·美因公司擔任「經濟殺手」的工作。當時作者由埃納爾·格雷沃聘請進入公司，格雷沃為該公司的副總經理，作者懷疑他是國安局的線民。
根據作者的說法，自己早於1980年代便開始撰寫本書，但當時因不時面對各種威脅和賄賂而停筆。

## 內容
書中柏金斯對美國外交政策提出非常尖銳的批評，尤其不認同美方聲稱「任何經濟成長皆對全人類有利，而成長幅度越大則受益範圍越廣。」:xii作者指出，在許多情況下都只有少部分人受益，多數人的利益則被侵犯，導致貧富差距擴大，比如美國的大型企業剝削各地的廉價勞動力，以及石油公司對當地的環境造成破壞。:xii
作者以「公司王國體制」和貪婪形容美國建立全球帝國背後的原動力，而自己先前的工作便是充當「經濟殺手」的角色，協助帝國對外擴張。
根據作者的說法，自己當時的工作便是說服發展中國家的政治和經濟領袖接受由世界銀行和美國國際開發署等機構的巨額貸款，這些國家日後由於陷入自己無法負擔的巨額債務陷阱，而被迫在諸多方面接受美方的條件。作者指出，這些發展中國家因此失去政治上的主動權，除了造成國內貧富懸殊加劇，長期的經濟發展亦遭癱瘓。作者回憶自己和一些重要人物會談的過程，這些人包括格雷厄姆·格林和奧馬爾·托里霍斯，並以此形容經濟殺手的角色：
經濟殺手泛指接受高薪厚祿對世界各國進行舞弊的專業人士。這些人經手著數以兆計美元的不當經濟利益，透過世界銀行、美國國際開發署以及一些被稱為「外國金援團體」的組織籌款，將資金挪用給為數不多控制著地球上多數天然資源的公司和家族。具體手段包括在財務報告上造假、對選舉進行舞弊、敲詐勒索以及對關鍵人物賄賂、色誘和謀殺。這些手法和古代帝國採用的手法並無不同，惟在當今全球化的時代，其規模之大遠非古代帝國所能比擬。

### 否認單一陰謀的存在
作者在書中反覆強調，自己不認為存在一個全球性的單一陰謀：
我早於1960年代就讀商學院時便遭美國最大且最不為人所知的情報機構國家安全局吸收，最終轉到民營企業工作。當今意義上的經濟殺手最早出現於1950年代，當時服務於中情局的柯密特·羅斯福二世密謀推翻伊朗由穆罕默德·摩薩台領導的民選政府。柯密特·羅斯福二世為前總統西奧多·羅斯福之孫，摩薩台則曾於1951年列名時代雜誌的年度風雲人物。這場政變沒有採取任何軍事行動，甚至幾乎沒有流血，僅花費數百萬美元就成功幫助伊朗沙阿穆罕默德-禮薩·巴列維推翻摩薩台。這場行動證明了經濟殺手的作用，他們能幫助美國以最小的成本達到政治目的。只要能善用這種手段，我們無須擔心和俄國發生軍事衝突。但還有一個問題，就是羅斯福是中情局的僱員，若其身分曝露，中情局將遇到麻煩，特別是形象必然重創。因此中情局和國安局之後決定將我這種經濟殺手送至民間諮詢公司、工程公司和營造商工作，以確保我們若有一天身分曝光時不會被查到任何和政府機關的連結。
 — 約翰·柏金斯於2004年11月4日接受《Democracy Now!》專訪

## 外界評價
儘管該書內容的真實性備受質疑，但其銷售量驚人，除了在亞馬遜上熱賣，也登上《紐約時報》的暢銷書榜。
《華盛頓郵報》專欄作家塞巴斯蒂安·馬拉比對本書提出尖銳的批評，他稱：「這個人（指柏金斯）不過是空談的陰謀論者，狂妄地向讀者兜售著自己的無稽之談。儘管如此，這並未阻止《經濟殺手的告白》成為暢銷書。」對此，柏金斯反駁稱自己在書中多次澄清自己絕非陰謀論者，也從未鼓吹過這種思維。:217馬拉比曾於倫敦《經濟學人》任職長達13年，並曾為擔任過世界銀行行長的詹姆士·伍芬桑寫過傳記，該傳記廣受好評。馬拉比形容柏金斯對國際金融運作的觀點猶如「癡人說夢」，且「論點的基礎完全錯誤」。他並指出，印尼政府在徵詢經濟學家的建議後於1970年接受了世界銀行的貸款，如今印尼的嬰兒死亡率和識字率皆大幅減少了三分之二。此外，馬拉比還反駁柏金斯有關「全世界前100大經濟體中有51個經濟體是企業，僅49個經濟體是主權國家」的主張。他並引用聯合國的報告指出，實際數字應為百大經濟體中有29個經濟體為企業，該報告的數據有根據每個經濟體附加價值的不同進行調整。
《紐約時報》和《波士頓雜誌》的文章以及美國國務院發表的新聞稿則指出，柏金斯有關美國國家安全局和查斯·T·美因公司存在合作關係的說法缺乏任何書面上或口頭上的證據。此外，國務院還稱國家安全局為負責編碼和解碼的密碼分析機構，並不主管經濟事務，且業務範圍不包括「派遣經濟學者至民營公司工作，以誘導其他國家陷入債務陷阱。」
經濟史學者尼爾·弗格森於《金錢崛起》一書中質疑，柏金斯有關「厄瓜多爾總統海梅·羅爾多斯·阿吉萊拉和巴拿馬的奧馬爾·托里霍斯將軍因違背自己國家外債持有者的利益而被美方暗殺」的說法不合常理。弗格森並指出，1970年代美國對厄瓜多爾和巴拿馬提供的貸款僅占當時美國外援的不足0.4%，且1990年代美國對兩國的出口額僅占美國總出口額的0.4%左右（約800億美元），因此美方沒有合理的動機暗殺兩國的領導人。對此，柏金斯提出反駁，認為美方有充足的動機進行這些行動，這些動機包括確保美國對巴拿馬運河和厄瓜多爾石油資源的控制。
當時負責聘僱約翰·柏金斯的查斯·T·美因公司副總經理埃納爾·格雷沃:10最初大致同意書中的內容：
作者的故事大致正確。作者於書中指出，這些誘導發展中國家落入債務陷阱的陰謀確實存在，並實際發生。這種手段是否出於惡意，各方有各自的觀點，但如今這些發展中國家當中有不少依然未能還清債務。
不過，當格雷沃接受另一名記者的訪問時，稱自己在重讀該書後發現事實和柏金斯的說法存在出入，包括查斯·T·美因公司和國家安全局之間的關係，以及克勞汀·馬丁曾色誘作者。

## 後續發展
在出版《經濟殺手的告白》後，約翰·柏金斯持續關注經濟殺手議題，並出版了以下作品，從不同方面探討了經濟殺手的作用：
- 《新帝國遊戲：經濟殺手的祕密世界》（A Game as Old as Empire: the Secret World of Economic Hit Men and the Web of Global Corruption，2007年出版）
- 《美利堅帝國陰謀：經濟殺手的告白2》（The Secret History of the American Empire: The Truth About Economic Hit Men, Jackals, and How to Change the World，2007年出版）[14]
- 《經濟殺手的告白3：不願面對的金融真相》（Hoodwinked: An Economic Hit Man Reveals Why the World Financial Markets Imploded – and What We Need to Do to Remake Them，2009年出版）[15]
- 《經濟殺手的告白增訂版》（The New Confessions of an Economic Hit Man，2016年出版）[16][17]

作者於本書2006年版的結語對G8國家近年來免除第三世界國家債務的動機提出質疑，認為當中存在一些附帶條件，包括要求這些國家將衛生、教育、電力和自來水等公共服務私有化，以及放棄對國內產業的補助和優惠，並透過降低貿易壁壘全面開放受到G8國家高額補助的外國強勢產業進入國內市場。

### 紀錄片
2009年，希臘記者斯泰利奧斯·庫洛格魯導演了《經濟殺手的告白》的紀錄片，片中收錄2007年至2008年間專訪約翰·柏金斯的影片。該紀錄片於全美國多場影展播出。
此外，柏金斯的觀點亦於另兩部紀錄片以專訪形式呈現，分別為2008年的《時代精神：附錄》（Zeitgeist: Addendum）和2012年的《天啟四騎士》（Four Horsemen）。

## 外部連結
- 官方网站（英文）
- 貝雷特-科勒出版社關於本書的介紹 （页面存档备份，存于）（英文）
- 互联网电影数据库（IMDb）上《經濟殺手的告白》的资料（英文）
- 內容概要 （页面存档备份，存于）（英文）